# Feyzin
Feyzin es una comuna francesa situada en la Metrópoli de Lyon, de la región de Auvernia-Ródano-Alpes. Pertenece a la aglomeración urbana de Lyon.

## Demografía
| 3325 | 5604 | 7346 | 7753 | 8520 | 8469 | 9531 | 9370 | 9902 |
| Para los censos de 1962 a 1999 la población legal corresponde a la población sin duplicidades (Fuente: INSEE [Consultar]) |      |      |      |      |      |      |      |      |